# Dekanatspfarrkirche St. Johann im Pongau

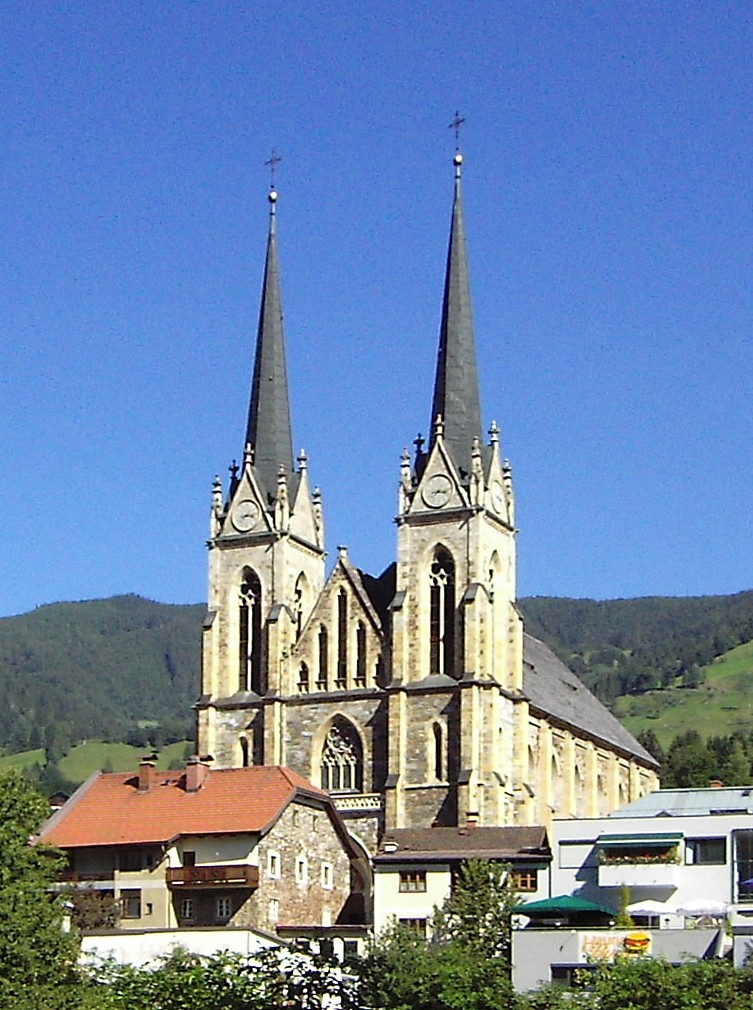
Kath. Dekanatskirche in St. Johann im Pongau

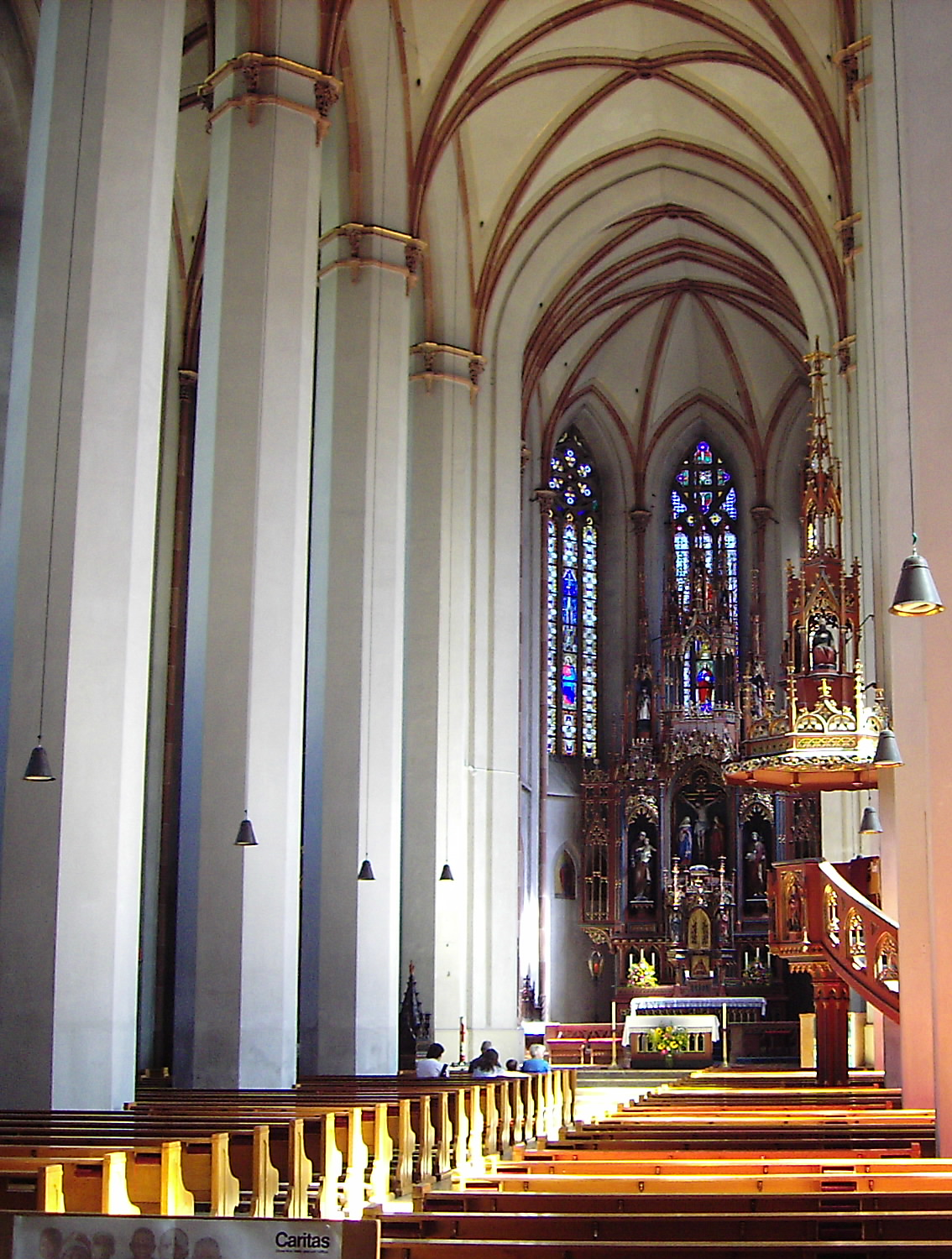
Innenraum des Pongauer Domes

Die römisch-katholische Dekanatspfarrkirche St. Johann im Pongau steht auf 616 Meter Seehöhe im Zentrum der Stadtgemeinde St. Johann im Pongau im Bezirk St. Johann im Pongau im Land Salzburg. Die Pfarrkirche Hll. Johannes der Täufer und Johannes Evangelist gehört zum Dekanat St. Johann im Pongau in der Erzdiözese Salzburg. Die Kirche steht unter Denkmalschutz.

## Geschichte
Im Jahre 924 wurde die Pfarrkirche erstmals urkundlich erwähnt. Das geht aus erzbischöflichen Urkunden hervor. 1074 scheint erstmals die Namensnennung „ad sanctum Johannem in villa“ auf. Ab 1290 ist die Entwicklung der Stadt belegt. Ebenso gab es damals, etwa um 1329, den Bau und die Einweihung einer Kirche an der heutigen Stelle. Es ist anzunehmen, dass es zu dieser Zeit eine Holz- oder Steinkirche mit einem Turm gegeben hat. Am 31. Mai 1855 legte ein Großbrand den gesamten Markt einschließlich der Kirche in Schutt und Asche. 1857 begann man mit dem Bau einer dreischiffigen neugotischen Kirche mit einem zu großen Turm nach Plänen des Architekten Georg Schneider aus München. Im Jahre 1871 stürzte der Turm ein. Zwischen 1873 und 1876 wurde die heutige neugotische Doppelturmfassade mit einem dreischiffigen Hallenbau und einem einschiffigen Chor nach Plänen des Architekten Josef Wessicken mit ihren beiden je 62 Meter hohen Türmen errichtet.

## Architektur
Die Kirche ist ein neugotischer dreischiffiger Hallenbau mit einem einschiffigen Chor. Er hat beachtliche Maße:
| Gesamtlänge    | 60,0 m |
| Gesamtbreite   | 30,0 m |
| Gewölbehöhe    | 20,0 m |
| Fassadenhöhe   | 33,0 m |
| Höhe der Türme | 62,0 m |

## Rundgang durch die Kirche

### Hochaltar
Der Hochaltar von 1881 in Form eines gotischen Schreins mit drei Baldachinnischen, in denen Figuren der hll. Josef und Johannes des Täufers zu Seiten einer Kreuzigung mit Assistenzfiguren geborgen sind, weist im durchbrochenen gearbeiteten Gesprenge Figuren der hll. Johannes von Nepomuk und Florian auf, während der Mittelbaldachin den Durchblick auf das Glasfenster gewährt, auf dem Christus als Heiland der Welt dargestellt ist. In den durchbrochenen Fialtürmchen stehen Figuren der hll. Rupert, Dionysius und Nikolaus, die aus einem anderen Altarwerk stammen (um 1500), aber durch die neugotische Fassung kaum kenntlich erscheinen.

### Linker Seitenaltar
Der linke Seitenaltar stammt von 1885 und ist der Rosenkranzkönigin geweiht.

### Rechter Seitenaltar
Der rechte Seitenaltar ist der unbefleckten Empfängnis Mariae geweiht, deren Dogma von Papst Pius IX. 1854 verkündet wurde.